# Witold Abramowicz (polityk)
Witold Abramowicz (ur. 28 sierpnia 1874 w Kałudze, zm. 1940 lub 1941 w ZSRR) – polski polityk z Wileńszczyzny, krajowiec – zwolennik federacyjnych koncepcji ukształtowania RP, poseł na Sejm Litwy Środkowej oraz na Sejm Ustawodawczy II RP, senator II i III kadencji w II RP, wolnomularz.

## Życiorys
Urodził się w Kałudze, w sędziowskiej rodzinie Jana i Marii z Mroczkowskich. Ukończył gimnazjum filologiczne w Moskwie, studiował matematykę na uczelniach w Petersburgu i Moskwie oraz prawo w Warszawie i Charkowie, które ukończył w 1898. Po studiach pracował jako radca prawny w rosyjskim kolejnictwie (m.in. w Wilnie i Charkowie). Od 16 listopada 1899 był mężem Wandy Budny. 
Od 1901 zaangażowany w działalność polityczną – członek PPS. Od 1906 w PPS Frakcji Rewolucyjnej. W czasie I wojny światowej działał w Straży Obywatelskiej w Wilnie i był komendantem milicji miejskiej.
W 1919 był prezydentem miasta Wilna. Po zajęciu Litwy Środkowej przez wojska gen. Żeligowskiego (bunt Żeligowskiego), 9 października 1920 był jednym z sygnatariuszy odezwy „Do ludności Litwy Środkowej”, którzy jako członkowie Tymczasowej Komisji Rządzącej podpisali ją obok generała. Witold Abramowicz stanął na czele TKR. W strukturze Tymczasowej Komisji Rządzącej 12 października 1920 został mianowany przez Naczelnego dowódcę Wojsk Litwy Środkowej gen. Lucjana Żeligowskiego na stanowisko dyrektora Departamentu Spraw Wewnętrznych.
Sprawował mandat senatora II i III kadencji z listy BBWR na Wileńszczyźnie.
Związany z ugrupowaniem „krajowców”, zwolennik koncepcji federalizacyjnych Józefa Piłsudskiego. W styczniu 1922 został posłem do Sejmu Litwy Środkowej wybranym z listy demokratycznej. Był przewodniczącym liczącego 4 posłów (w tym brata marszałka Piłsudskiego – Jana) Klubu Demokratycznego.
Zwolennik tolerancji wobec aspiracji mniejszości narodowych na Kresach Północno-Wschodnich, zaangażował się w 1924 w tworzenie Towarzystwa Polsko-Białoruskiego z siedzibą w Wilnie. Członek Krajowego Stronnictwa Ludowego Ziem Litewsko-Białoruskich – „Zjednoczenie” w 1927 roku.
W latach trzydziestych krytyk polityki wojewody wileńskiego Ludwika Bociańskiego. W 1938 zakładał Klub Demokratyczny w Wilnie, w 1939 przystąpił do SD.
Po zajęciu wschodnich terenów II RP przez wojska sowieckie aresztowany przez NKWD i wywieziony w głąb Rosji. Dokładne miejsce pobytu i data śmierci pozostaje nieznana.

## Ordery i odznaczenia
- Krzyż Komandorski Orderu Odrodzenia Polski (2 maja 1923)[10][11]
- Krzyż Niepodległości (19 grudnia 1933)[12][13]